# Malling
Malling – miejscowość i gmina we Francji, w regionie Grand Est, w departamencie Mozela.
Według danych na rok 1990 gminę zamieszkiwały 512 osoby, a gęstość zaludnienia wynosiła 116 osób/km² (wśród 2335 gmin Lotaryngii Malling plasuje się na 584. miejscu pod względem liczby ludności, natomiast pod względem powierzchni na miejscu 1063.).